# Ladislav Posmrtni
Ladislav (imenovan Posmrtni), avstrijski vojvoda, češki in ogrski kralj, * 22. februar 1440, Komárno; † 23. november 1457, Praga.
Ladislav, ki se je rodil po smrti svojega očeta, je bil nesporni formalni naslednik v deželah, ki jim je oče vladal: v obdonavski Avstriji, Ogrski in Češki. Zato je bil kot otrok in mladenič orodje v rokah svojega skrbnika in kasneje ljudi, ki so skušali njegova vladarska pooblastila izkoriščati za uveljavljanje svojih načrtov. V obdonavski Avstriji (Zgornja in Spodnja Avstrija) je v njegovem imenu vladal njegov skrbnik, starosta Habsburžanov in rimsko-nemški kralj Friderik III. Na Ogrskem si je, po kratkotrajnem štiriletnem vladanju poljskega kralja Vladislava III., priboril oblast ugledni sedmograški vojskovodja János Hunyadi in na češkem husitski voditelj, moravski plemič Jurij Podjebradski. Potem ko so avstrijski deželni stanovi skrbnika prisilili, da jim je izročil dvanajstletnega fanta kot polnoletnega, je bil Ladislav v Avstriji večinoma pod vplivom svojega strica v drugem kolenu, Ulrika II. Celjskega, medtem ko je moral na Ogrskem in Češkem priznati in potrditi za svoja namestnika prejšnja upravitelja. Do preobrata je prišlo po juliju 1456, ko so v petnajstih mesecih umrli kar štirje protagonisti. Avgusta 1456 je za kugo umrl János Hunyadi, tri mesece kasneje so v Beogradu ubili Ulrika II. Celjskega, marca 1457 je bil v Budimu obglavljen Lászlo Hunyadi, potem pa je novembra istega leta umrl še Ladislav. Na Češkem in Ogrskem je nastopilo kratko obdobje domačih, narodnih kraljev, v Avstriji pa je po desetletjih razprtij Friderik III. pod svojo oblastjo združil skoraj vse habsburške dedne posesti.

## Ladislavovo poreklo
Ladislavov oče je bil rimsko-nemški kralj Albert II., ki je bil tudi češki in ogrski kralj, po rodu pa iz albertinske veje Habsburžanov z domicilnimi posestvi v obdonavski Avstriji (Zgornja in Spodnja Avstrija). Mati je bila Elizabeta, hči cesarja Sigismunda (ki je bil tudi ogrski in češki kralj) in njegove druge žene Barbare Celjske. Ladislav je bil rojen štiri mesece po očetovi smrti in je zato dobil vzdevek Posmrtni. Albert je pred smrtjo izrazil željo, da prevzamejo skrbništvo nad morebitno rojenim naslednikom: najstarejši sorodnik iz leopoldinske veje Habsburžanov, Friderik V., skupaj s kraljico in kolegijem devetih svetnikov. Toda avstrijski stanovi so na svojem zasedanju na Dunaju 15. novembra 1439 skrbništvo priznali samo Frideriku V., ne pa kraljici in tudi nad kolegijem svetnikov, ki naj bi prišli iz vseh treh dežel, niso bili naklonjeni. Dvajset dni pred rojstvom Ladislava so volilni knezi v Frankfurtu soglasno izvolili avstrijskega vojvodo Friderika V. za novega rimsko-nemškega kralja Friderika III.
Ladislav je zaradi svojega porekla veljal za najbolj upravičenega kandidata za ogrsko in češko krono. V obeh deželah pa zlasti plemstvo ni hotelo sprejeti za vladarja Nemca, poleg tega še otroka, in bi raje imelo vladarja iz svoje dežele. 

## Obdobje regentstva (1440-1452)

### Ogrska
Na Ogrskem so Ladislavovo kandidaturo podpirali samo nekateri visoki plemiči (predvsem na zahodu in severu) in mesta, medtem ko so baroni, ki so vladali že v času Sigismunda, položaj ogrskega kralja ponudili šestnajstletnemu poljskemu kralju Vladislavu III., od katerega so pričakovali, da jim bo s svojo vojsko pomagal braniti deželo pred Turki. Nekaj časa so ga celo želeli poročiti z veliko starejšo Albertovo vdovo Elizabeto, a je ta trdo vztrajala na kandidaturi svojega sina in pohitela z njegovim kronanjem. Trimesečnega dojenčka so kronali za binkošti, 15. maja 1440 v Székesfehérváru s krono sv. Štefana, ki jo je dan pred Ladislavovim rojstvom dvorna dama Helene Kottanner uspela na skrivaj prenesti Elizabeti iz gradu v Višegradu, kjer so jo skrbno varovali, v grad Komárno, kamor se je umaknila kraljica (Kottanerjeva je dogodke natančno opisala). Šest dni po tem kronanju je Vladislav vkorakal v Budim. Elizabeta je otroka umaknila v Györ in potem v Sopron, ki je bil tedaj v posesti njenih sorodnikov, Celjskih grofov. Ogrski državni zbor je Ladislavovo kronanje razglasil za neveljavno. 17. julija se je poljski kralj v Székesfehérváru kronal za ogrskega kralja Vladislava I. Med nasprotnima stranema je izbruhnila državljanska vojna.  
Na Elizabetini strani se je najuspešneje boril nadarjeni češki vojskovodja Jan Jiškra, ki je najprej v Ladislavovem in nato v svojem imenu s husitsko strategijo osvojil (ter več let obdržal) velika in bogata ozemlja v severni Ogrski (danes Slovaška). Nad ostalim delom Ogrske pa je dobil oblast Vladislav, za kar sta bila najbolj zaslužna Nikola Iločki, eden največjih posestnikov na Ogrskem in Hrvaškem, in sedmograški plemič János Hunyadi. Vladislav je za zasluge oba povišal v vojvodi. Imela sta popolno oblast vzhodno od Donave. Kraljica je morala za plačevanje najemnikov poleg mest, ki so ji pripadala, zastaviti tudi svojo krono in nakit in nazadnje (Frideriku III.) tudi krono svetega Štefana. Skoraj dveletna državljanska vojna se je končala 16. decembra 1442 z mirovnim sporazumom med Vladislavom in Elizabeto. Tri dni kasneje je nesrečna Elizabeta umrla. Izgledalo je, da za nasledstvo Ladislava ni nobene možnosti več.
János Hunyadi je že leta 1441 vdrl na (od Turkov zasedeno) srbsko ozemlje in premagal smederevskega bega; leta 1442 je razbil veliko turško vojsko, ki je plenila po južni Sedmograški. Pozimi 1443-44 je s svojo vojsko prodrl vse do Sofije. Ni sicer osvajal ozemelj, se je pa po več bitkah s Turki neporažen vrnil domov, kar mu je izredno povečalo ugled, ne le na Ogrskem, ampak tudi v Evropi. Sledila so mirovna pogajanja, na katerih je sultan Mehmed II. obljubil, da se bo umaknil iz Srbije in plačal odškodnino. Kljub sklenjeni desetletni mirovni pogodbi pa je papeški legat Giuliano Cesarini prepričal Hunyadija in Vladislava, da je treba boj proti Turkom nadaljevati. V bitki pri Varni (10. november 1444) je ogrsko-poljska vojska doživela proti veliko močnejši turški vojski strahovit poraz. Padli so kralj Vladislav, papežev legat in več ogrskih plemičev. Hunyadi je komaj ušel. Na Ogrskem je nastala zmeda. 
V takšnih razmerah je bil ogrski državni zbor pripravljen priznati Ladislava za kralja, v primeru da mu ga Friderik izroči skupaj s krono sv. Štefana. Friderik tega ni storil, ampak je z vojsko vdrl na Ogrsko in zavzel njena zahodna ozemlja s Kőszegom, medtem ko je Ulrik II. Celjski zavzel Slavonijo. Sever Ogrske je še vedno obvladoval Jan Jiškra.
Ogrski državni zbor je 6. junija 1446 izvolil Jánosa Hunyadija za ogrskega upravitelja oz. gubernatorja. Ta si je prizadeval, da bi z vojsko dobil oblast nad celotnim ozemljem Ogrske, vendar mu to ni uspelo.  Zato je 22. oktobra 1450 s Friderikom sklenil sporazum, po katerem naj bi Friderik obdržal skrbništvo do Ladislavovega izpolnjenega 18. leta, Hunyadi pa bi v tem času upravljal z Ogrsko. 

### Češka
Na Češkem, kjer so se po smrti Alberta II. za prevlado potegovale številne stranke, je leta 1440 Ladislavovo kandidaturo podprla le prohabsburška katoliška (ali dvorna) stranka pod vodstovom Oldřicha II. z Rožmberka. Po letu 1444, ko je vodenje stranke utrakvistov (zmernih husitov), potem ko je umrl Hynce Ptáček z Pirkštejna, prevzel razumni moravski plemič Jiří z Poděbrad (Jurij Podjebradski) pa se je tudi ta začel (čeprav ne preveč vneto) zavzemati, da pripelje v deželo kralja Ladislava. Toda Friderik Ladislava tudi njemu ni hotel izročiti. Leta 1448, ko si je Podjebradski z vojaškim zavzetjem Prage podredil ostale husitske frakcije, je bil njegov interes, da pripelje Ladislava na Češko, še manjši; S Friderikom III. sta se prav dobro razumela in cesar ga je jeseni 1451 priznal za upravitelja Češke. Toliko bolj se je za Ladislava interesirala katoliška stran, ki je pričakovala, da bo s kraljem pridobila na vplivu.

### Avstrija
Po zapisih Enee Silvija Piccolominija, kasnejšega papeža Pija II., ki je bil tedaj v Friderikovi službi, je bila vzgoja mladega Ladislava na avstrijskem dvoru temeljita in vsestranska. Friderik ga tudi avstrijskim deželnim stanovom ni hotel izročiti in je kot regent sam upravljal albertinsko vojvodino. Ker pa je imel kot rimsko-nemški kralj vse polno drugih interesov in ni skrbel za vzdrževanje deželnega miru, so na območju severno od Donave ropale in pustošile češke, moravske, ogrske in domače roparske skupine. Leta 1450 je napravil red celjski grof Ulrik II. s križarskim pohodom na Moravsko polje.
Naslednje leto je dunajska opozicija, nezadovoljna s Friderikovim načinom vladanja, pod vodstvom Ulricha von Eyczingerja od kralja ultimativno zahtevala izpustitev Ladislava. Friderik se je odgovoru izogibali in se konec leta 1451 odpravil na kronanje za cesarja v Rim, pri čemer je Ladislava iz previdnosti vzel s seboj. Med tem so se njegovi avstrijski nasprotniki povezali v t. i. mailberško zvezo. Spreten nastop Ulricha von Eyczingerja na zasedanju stanov na Dunaju decembra 1451 je obrnil mnenje avstrijske javnosti proti Frideriku. Mailberški zvezi so se pridružili Ulrik Celjski in habsburški pristaši iz Češke in Ogrske. Ulrik Celjski je prevzel vodilno vlogo. Po cesarjevi vrnitvi iz Italije so obkolili Friderikovo rezidenco v Dunajskem Novem mestu in ga prisilili, da jim je izročil svojega varovanca. 

## Ladislavovo vladanje (1453-1457)
6. septembra 1452 je Ulrik II. Celjski, ki je bil bratranec Ladislavove matere, dvanajstletnega fanta zmagoslavno pripeljala na Dunaj. Ogrski državni zbor je 29. januarja 1453 v Bratislavi, brez zahtev po novih volitvah ali kronanju, potrdil Ladislava za zakonitega dediča ogrskega prestola. Obnovljena je bila kraljeva vlada s krajevnimi uradi in sodišči. Nikola Iločki je združil svoje sile s palatinom Garaijem (Garai László) in Celjanom ter dosegel obnovitev kraljevega dvornega sodišča. Novi tajni kancler je postal János Vitéz. János Hunyadi je odstopil s položaja regenta; postal je upravitelj kraljevih prihodkov, bil imenovan za glavnega ogrskega poveljnika ter obdržal splošni nadzor nad državo. Ladislav je za svojo ogrsko rezidenco določil Budim.
Z zbora v Bratislavi se je Ladislav vrnil na Dunaj. Aprila 1453 je Juriju Podjebradskemu potrdil položaj kraljevega namestnika na Češkem. Ulrik II. Celjski, ki je bil tedaj Ladislavov glavni svetovalec, je septembra sklenil sporazum s kraljevimi pristaši na Ogrskem in Češkem, da ga bodo podpirali; njihova zveza je bila implicitno naperjena proti Jánosu Hunyadiju in vodji stanov v Avstriji, Ulrichu von Eyczingerju, ki je bil Ulriku Celjskemu že dolgo sovražen. A že dva tedna kasneje, ko je Ladislav na zboru stanov v Korneuburgu pričakoval odobritev denarja za svoje kronanje v Pragi, je Ulrich von Eyczinger  prepričal kralja, da je izgnal Ulrika Celjskega s svojega dvora.
28. oktobra 1453 so Ladislava v Pragi kronali za češkega kralja. Naslednjih 12 mesecev ga je Jurij Podjebradski zadrževal v Pragi pod svojim vplivom; odvzel mu je celo kraljevski pečatnik. Ko se je Ladislav po obisku v Šleziji in na Moravskem februarja 1455 vrnil na Dunaj, kjer je Ulrich von Eyczing med tem izgubil popularnost, je na svoj dvor ponovno sprejel Ulrika Celjskega. Ta je obnovil zvezo s palatinom Garaijem in vojvodo Nikolajem Iločkim, v kateri so si obljubili medsebojno pomoč pri vseh ogrskih zadevah. Ladislav je odpotoval v Budim, kjer je prepričal Jánosa Hunyadija, da je umaknil posadke iz kraljevih gradov.
Novi papež Kalist III. je razglasil križarsko vojno proti Turkom, ki so po padcu Konstatinopla (1453) v letih 1454 in 1455 v dveh vojnih pohodih zavzeli malone vso Srbijo. Sultan Mehmed II. je leta 1456 popeljal vojsko kakih 100.000 mož proti Beogradu. Evropske priprave na obrambo so bile zmedene in neučinkovite; množica gorečnežev, ki so jo poleti 1456 zbrali prizadevni frančiškanski pridigarji, niso nikoli odrinile proti nevernikom. Ko so v začetku julija 1456 Turki začeli oblegati Beograd, so obleganci lahko upali le na pomoč vojske Jánosa Hunyadija in vstajnikov iz ogrskega juga, ki jih je zagrel menih iz Italije Giovanni da Capestrano. Ta vojska, ki je štela manj kot polovico turške, je v odločilni bitki 22. julija tako močno porazila Turke, da se je sultan odločil za umik. Dva tedna po zmagi je Jánosa Hunyadi umrl za kugo, ki je pustošila po njegovem taboru.
Hunyadijeva smrt je bila priložnost, da se na Ogrskem spet bolj uveljavi habsburška stan. Ponovno so se razplamteli državljanski boji. Ulrik Celjski in kralj sta se postavila na čelo križarske vojske, ki se je zbrala za boj proti Turkom. Na državnem zboru v Futogu pri Petrovaradinu je Ladislav imenoval Ulrika Celjskega za vrhovnega poveljnika in kraljevega namestnika na Ogrskem. Novi vodja klana, Lászlo Hunyadi, je moral, tako kot drugi poveljniki, priseči Ulriku zvestobo in se obvezati, da mu bo v določenem roku izročil vse trdnjave, ki pripadajo kroni. Med njima je navidezno prišlo do svečane pomiritve in po poročanju Celjske kronike je Celjan mladega Hunyadija celo posinovil. A vse to je bila le igra. Ko sta kralj in Ulrik v Beogradu vstopila skozi kalemegdanska vrata, so Hunyadijevi ljudje zaprli vrata in ju ločili od vojske. Ulrika so ubili, kralja pa izpustili šele, ko je imenoval Lászla Hunyadija za poveljnika ogrske vojske in prisegel, da se ne bo maščeval za Ulrikov umor.
S tem izdajstvom je večina Hunyadijevih  pristašev prestopila na kraljevo stran. Kralj je to opazil. Ko sta marca 1457 oba brata Hunyadi (Lászlo in Mátyás) prišla v Budim, ju je dal kralj prijeti. Lászla je zbor baronov zaradi veleizdaje obsodil na smrt; čez tri dni so ga javno obglavili. Njegova mati in njen brat Mihály Szilágy sta v odgovor vzdignila vstajo. Kralj se je v začetku junija umaknil na Dunaj in potem v Prago. S seboj je kot ujetnika vzel štirinajstletnega Matijo Hunyadija.
23. novembra 1457 je še ne osemnajstletni Ladislav nepričakovano umrl, malo pred načrtovano poroko s princeso Magdaleno, hčerko francoskega kralja Karla VII. Govorice, da ga je dal zastrupiti Jurij Podjebradski niso bile nikdar potrjene. Leta 1984 je preiskava ostankov kosti potrdila domnevo, da je kralj bolehal za neko vrsto levkemije.. Lahko pa da je umrl od kuge, ki je tedaj razsajala na Češkem in Poljskem.
Z Ladislavom je izumrla albertinska veja Habsburžanov. Njihov vladarski rod so nadaljevali potomci cesarja Friderika III.